# Toia ycia
Toia ycia är en plattmaskart som beskrevs av Ernst Marcus 1952. Toia ycia ingår i släktet Toia och familjen Cicerinidae. Inga underarter finns listade i Catalogue of Life.